# Залізна зоря

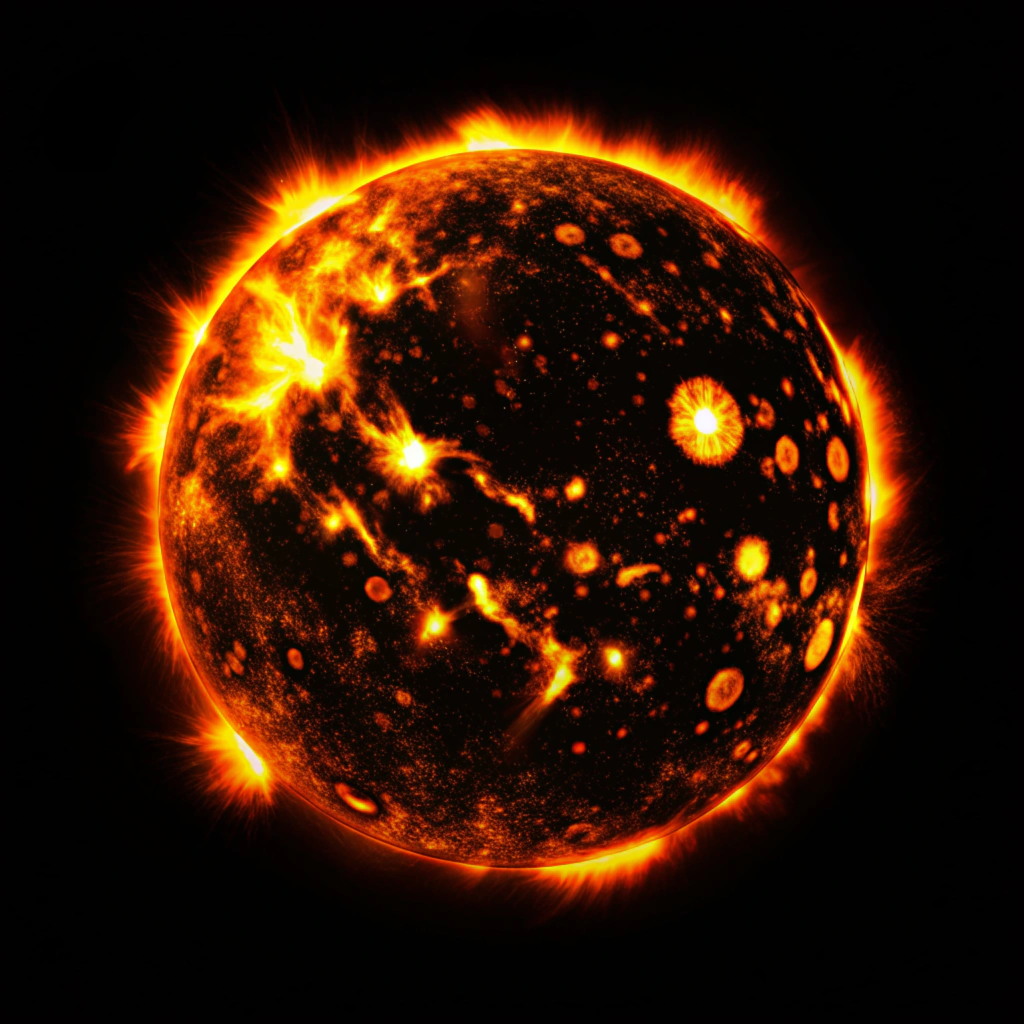
Залізна зоря в уявленні художника

Залізна зоря — гіпотетичний тип зорі, яка може виникнути у Всесвіті за час близько 101500 років (набагато більше, ніж сучасний вік Всесвіту — близько 1,4·1010 років). В такій зорі за рахунок квантових ефектів всі атомні ядра перетворюються на 56Fe — найміцніше зв'язане з усіх атомних ядер.
У зовсім іншому значенні, термін «залізна зоря» також використовується для опису блакитних надгігантів, які мають ліс заборонених ліній FeII у своїх спектрах. Прототипом цього класу зір вказують Ету Кіля.

## Фізика явища
Передбачається, що подібна зоря може формуватися внаслідок холодного нуклеосинтезу, що йде шляхом квантового тунелювання, в результаті якого легкі ядра перетворюються на ядро найбільш стабільного з усіх ядер ізотопу заліза 56Fe. Елементи, важчі, ніж залізо, теж перетворюються на залізо шляхом радіоактивного розпаду з випромінюванням альфа-частинок. Утворення таких зір можливе лише у сценаріях можливості тривалого існування самого Всесвіту та стабільності протона. Якщо Всесвіт продовжить існувати, а протон стабільний, то після свого утворення залізні зорі можуть залишатися в такому стані надзвичайно довго — від 101026 до 101076 років, потім вони спонтанно сколапсують у чорні дірки, які потім відносно швидко (за 1067 років) випаруються через випромінювання Гокінга.

## В літературі
У романі «Туманність Андромеди» Івана Єфремова та його екранізації 1967 року екіпаж зорельота «Тантра» зустрічає на своєму шляху залізну зорю, помітити яку можна, лише використавши датчик інфрачервоного випромінювання. При цьому ця зоря не поодинока: командир корабля стверджує, що «бачив таке ж чудовисько» у попередній зоряній експедиції. На момент написання роману в СРСР домінували теорії вічного Всесвіту, тому вважалося, що залізні зорі вже можуть існувати.